# پاول ماسلک
پاول ماسلک (انگلیسی: Pavel Maslák؛ زادهٔ ۲۱ فوریهٔ ۱۹۹۱) دونده دوسرعت اهل جمهوری چک است.
وی در مسابقات کشوری و بین‌المللی در مجموع برندهٔ ۱ مدال برنز شده‌است. ماسلک در ۲۰۰ متر و ۴۰۰ متر تخصص دارد. او یگانه ورزشکاری است که توانسته‌است سه بار عنوان قهرمانی پیاپی در مسابقات ۴۰۰ متر را در سالن سرپوشیده جهان تصاحب کند. ماسلک اولین ورزشکار چک است که ۴۰۰ متر را زیر ۴۵ ثانیه در فضای باز و زیر ۴۶ ثانیه را در داخل جمهوری چک اجرا کرده‌است.

## زندگی شخصی
پاول ماسلک در ۲۱ فوریه ۱۹۹۱ در هاویرژو، چکسلواکی متولد شد.